# 성직 자치단
성직 자치단은 로마 가톨릭교회의 교회법상 조직으로서 과거 성공회 신자였다가 가톨릭교회로 회심한 이들을 위해 해당 지역 가톨릭교회 교구장의 관리 감독으로부터 일정한 자치권을 부여하여 성공회의 고유 전례를 보존할 수 있도록 보장해준다. 성직 자치단의 더 정확한 성격에 대해서는 2009년 11월 4일에 반포되었던 사도 서한 《성공회 신자 단체(Anglicanorum Coetibus)》와 같은 해 발표된 신앙교리성의 문서를 통해 파악할 수 있다.
사도 서한은 “가톨릭교회 안에서 성직 자치단 구성원들의 신앙을 키우는 소중한 은사이며 공유하여야 할 보화로서 성공회의 전례와 영성과 사목 전통을 유지할 수 있게 하는 것”과 같은 방식으로 이들이 가톨릭교회로 온전히 들어와 일치하는 것을 도모해야 한다고 명시하고 있다.
이러한 성직 자치단 역시 가톨릭교회의 일원이기 때문에 가톨릭교회의 가르침과 규정 그리고 교황의 권위와 지도를 인정하고 순명할 것을 서약한다.
가톨릭 신자가 된 옛 성공회 신자들은 자신이 살고 있는 지역의 본당으로 들어가거나 옛 성공회 신자들을 위한 성직 자치단에 들어가거나 양자택일할 수 있다.